# Якубовка (Ивано-Франковская область)
Якубовка (укр. Якубівка) — село в Городенковской городской общине Коломыйского района Ивано-Франковской области Украины.
Население по переписи 2001 года составляло 338 человек. Занимает площадь 9,752 км². Почтовый индекс — 78122. Телефонный код — 03430.